# Heronia labriaris
Heronia labriaris är en fjärilsart som beskrevs av Butler 1877. Heronia labriaris ingår i släktet Heronia och familjen tjockhuvuden. Inga underarter finns listade i Catalogue of Life.